# Jeanette Øbro
Jeanette Øbro Gerlow (født 16. august 1969) er en dansk forfatter. Uddannet fra Danmarks Jordemoderskole i 1998. Siden 2010 har hun hovedsageligt koncentreret sig om at skrive romaner.
Jeanette Øbro debuterede som skønlitterær forfatter sammen med sin mand Ole Tornbjerg, da de under forfatternavnet Øbro og Tornbjerg vandt Politikens Krimikonkurrence i 2010 med krimien Skrig under vand. Skrig under vand handler om den dansk-engelske kriminalpsykolog Katrine Wraa, der er uddannet i England og bliver hentet til Danmark for at arbejde for drabsafdelingen i København. Serien med Katrine Wraa fortsætter med Djævlens Ansigt (2011), Evas sidste nat (2013) og Det norske job (2014). Serien udkommer på Politikens Forlag og er solgt til udgivelse i fem lande.
Alle bøger har fået fire – fem-stjernede anmeldelel ser og har givet Øbro og Tornbjerg en stor læserskare. I 2015 vandt parret Martha-prisen, også kaldet Danskernes Yndlingsforfatter, for Det norske job.
Femte bind i Katrine Wraa-serien, Pigen og Vogteren, udkommer i efteråret 2016.